# چرخه‌زاد

یک چرخزاد (یک تروکوئید رایج) تولید شده توسط یک دایره چرخان

در ریاضیات، چرخه‌زاد یا تروکوئید (به انگلیسی: Trochoid) مکان هندسی نقطه‌ای واقع بر شعاع یک دایره یا امتداد آن است، وقتی دایره در طول خط راست ثابتی می‌غلتد.

یک چرخه‌زاد کشیده شده با b/a = 5/4

یک چرخه‌زاد کوتاه شده با b/a = 4/5

بر فرض این‌که  A نقطهٔ ثابتی در ارتباط با دایره باشد. اگر این دایره را روی خط راستی حرکت دهیم مسیری را که نقطه A روی صفحه ایجاد می‌کند، مسیر چرخه‌زاد یا مسیر محوری می‌گویند. برای نمونه مسیر حرکت کرم شب‌تابی را بر روی رینگ دوچرخه در حال حرکتی در نظر بگیرید.
اصطلاح چرخه‌زاد (تروکوئید) نخستین بار توسط ژیلس دو روبروال برای بیان منحنی که از اثر نقطه‌ای ثابت بر روی دایره‌ای که بر روی خطی غلتش می‌کند، به‌کار رفت.

## معادله پارامتری چرخه‌زاد
{\displaystyle {\begin{aligned}&x=a\theta -b\sin \theta \\&y=a-b\cos \theta \end{aligned}}}
که θ زاویه متغیری است که دایره در آن می‌چرخد.